# Mariana de la noche (série télévisée, 1976)
Pour les articles homonymes, voir Mariana de la noche.
Mariana de la noche est une telenovela vénézuélienne diffusée en 1976 sur Venevisión.

## Acteurs et personnages
- Lupita Ferrer : Mariana Monténégro
- José Bardina : Ignacio Lugo Navarro
- Martín Lantigua : Atilio Monténégro
- Ivonne Attas : Marcia Monténégro
- Eva Blanco
- Ana Castell
- José Oliva
- Daniel Lugo
- Alejandra Pinedo
- María Antonieta Campoli
- Caridad Canelón
- Jorge Félix
- Arturo Puig

## Diffusion internationale
| Pays       | Chaîne                 | Titre               | Première diffusion |
| ---------- | ---------------------- | ------------------- | ------------------ |
| Venezuela  | Venevisión             | Mariana de la noche | 1976               |
| Porto Rico | Telecadena Pérez Perry | Mariana de la noche |                    |

## Autres versions
- Mariana de la noche (Televisa, 2003-2004) avec Alejandra Barros et Jorge Salinas.